# Garrensee
Der Garrensee, historisch auch Gardensee, ist ein kalk- und nährstoffarmes Binnengewässer in Ziethen bei Ratzeburg in Schleswig-Holstein im Naturpark Lauenburgische Seen. 

## Beschreibung
Er liegt zusammen mit dem Plötscher See und der Schwarzen Kuhle in einer abflusslosen, eiszeitlichen Senke. Der See ist etwa 18 Hektar groß und 23 m tief. Er ist Bestandteil des Naturschutzgebietes Salemer Moor mit angrenzenden Wäldern und Seen.
Ein bei Ratzeburg zum Stehen gekommener Gletscher hat hier Toteisblöcke mit seinem Schmelzwasser mit Sandern bedeckt. Nach der Schmelze des Eises blieben die drei Seen zurück.
Aufgrund des fehlenden Abflusses ist der Sauerstoffgehalt der Seen relativ gering; abgestorbene Pflanzen sinken zu Boden und führen langsam zur Verlandung der Seen. Ein fortgeschrittenes Stadium dieses Prozesses weist das Salemer Moor auf, das sich in der Nähe der Seen befindet.
Das Baden ist im See teilweise an drei ausgewiesenen Stellen erlaubt. Der an der Bundesstraße 208 gelegene Parkplatz wurde in den 1980er Jahren stark zurückgebaut, um die Besucherzahlen zu reduzieren. Der See steht seit 1595 im Eigentum der Kirchengemeinde von St. Laurentius in Ziethen und wird von dieser als Angelgewässer verpachtet.